# 真行草
真行草（しんぎょうそう）とは、書の書体、真書・行書・草書の総称である。転じて、日本の中世以来の諸芸道では、様式や空間の価値概念を表す理念語として使用されている。
- 平安時代末期より真行草の格の違いから、書道の稽古は行書をまず習得し、次に草書を学べという指導理論が発生し、その後の諸芸道の階梯論に強い影響を与えた[1]。また、「真は行草に通ぜず草もまた真行に通ぜず」としつつ、二元論では無い「行」という曖昧な中間概念が幽玄などの繊細な心の有り様を示し、行の真・行の草といった日本独自の細分化が行われ、場に臨む心構えを説く適場論へと発展した[1]。

## 原義
「真行草」の語は、最初に書道の世界で定義された。真書は正書・楷書であり正格を表し、草書は正格を逸脱した風雅な書体、行書はその中間にあって真書を少し楽に書くものを指す。中国で真書を簡略化して筆記する過程で自然発生したものを東晋の王羲之・王献之が整理したと言われている。真行草の語は、奈良時代に『真草千字文』とともに日本に入り、平安時代には書体筆法として定着した。

## 諸芸道の真行草

### 茶道
座礼は長さや角度で三種類に分けられる。
- 真のお辞儀は、床を見る時や客が茶を頂く時、亭主と客との挨拶や亭主に礼をする時などに行う、最も丁寧なお辞儀である。
- 行のお辞儀は、客同士で挨拶をする時や次客に「お先に」と礼をする時、お菓子を頂く時、問答をする時に行う、真より軽いお辞儀である。
- 草のお辞儀は、亭主が点前中に挨拶をする時などに行う、最も軽いお辞儀で会釈に相当する。

立礼においても真行草が使われるが、専ら「会釈」、「敬礼」、「最高礼」と呼ばれている。
茶道具にも真行草の区別があり、真の道具は神仏や高貴な人などに奉る時に使う中国伝来の台子や皆具など、行の道具は陶磁器など少し素朴な素材、草の道具は土や竹、木などの素材である。

### 華道
仏教の供花や花宴の節会など、平安時代には花の鑑賞が盛んになり、南北朝時代には書院造の出現によって立花の法式が確立した。その最古の理論書『仙伝抄』（1445年）には、序破急とともに真行草の概念が取り入れられている。華道における真草行は、真は仏前供花や賓客の饗応などの公式な場のために立てる花、行は書院の座敷飾りや花会で立てる花、草は花材や花器にこだわらず気ままに立てる花を指す。

### 絵画
室町時代の絵画は、飾るべき部屋の格に適合する画体によって、真行草と性格付けられる画法が確立した。絵画の真行草は行体を中軸とした対立概念である。武田恒夫は絵画の真体と草体とは、画法における明晰と非明晰、謹直と粗放、硬と軟、静止と動勢、用筆と用墨といった対概念で整理されていると述べた。掛軸では主に神仏画は真、日本画や一般的な作品は行、書の掛軸や茶掛は草とされている。

### 作庭
『作庭記』など室町時代の作庭理論は陰陽五行理論の具現化が中心だった。作庭書で初めて真行草の価値観が明示されたものは江戸時代の『築山庭造伝』（1735年）だが、夢窓疎石や相阿弥が作成した真行草の庭図への言及があり、室町時代から作庭の世界でも真行草が意識されていたことが分かる。『築山庭造伝』では「真行草の格に因って、気象体志を弁ふべし」といい、外面である石木の配置（体志）と内面である心の趣き（気象）から、真行草の格を意識して空間処理を心がけるように説いている。

### 能・狂言
能の世界での真行草の初出として、世阿弥の聞書『申楽談儀』では謡の習得順について、名人の草書は真似できるものでは無いから、まず楷書を学ぶことを喩えとして引いている。室町時代中期の金春禅竹の頃には、真行草は稽古順よりも演能に望む心構えとして意識されるようになった。禅竹の孫禅鳳は、普通なら平常心を草、楽屋に入り緊張しはじめた心持ちを行、舞台に上がり幕を離れたときに真になると考えそうだが、それを逆にせよと説いている。狂言の理論書は成立が遅く、江戸時代初期の『わらんべ草』が初めてのものだが、「狂言は能のくづし、真と草なり」として、能と狂言の関係を真行草になぞらえている。

### 連歌
連歌では、心の趣向と句の結びつきが密なものを真、心の趣向ばかりが目立つものを草とし、その中間を行とした。寄合芸能である連歌では、真行草を単調にならないように変化を加える理論として、序破急とともに重視した。

## 建築の真行草

### 真の建築

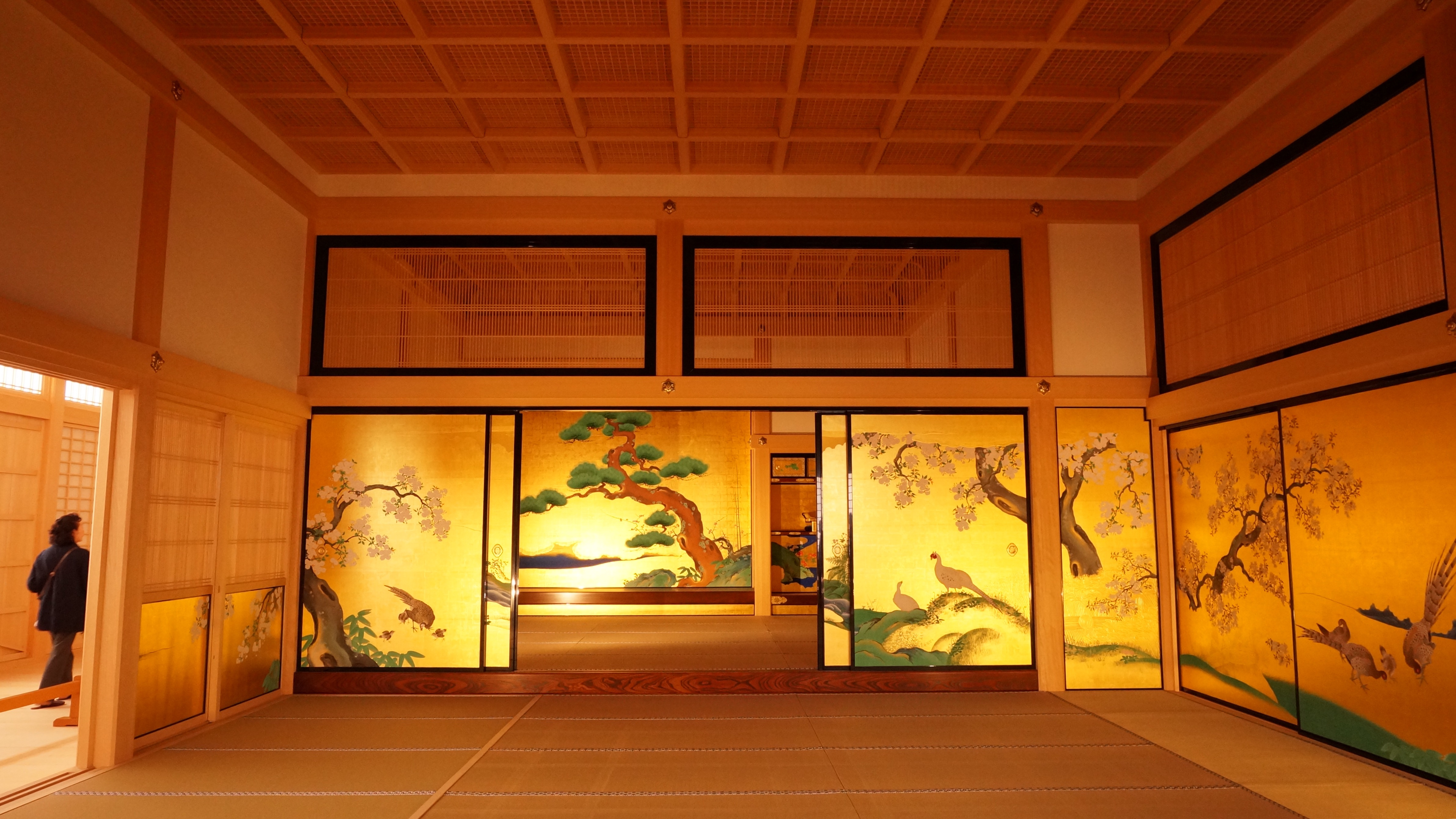
名古屋城 本丸御殿

建材は檜、屋根は檜皮葺や本瓦葺、天井は折上格天井、二重折上格天井など、壁は漆喰や障壁画、畳縁は高麗縁で、厳格な決まりに基づいて建てられた最も格式張った形式で、正式に主客と対面するためなどに用いる、金箔を大量に使用した豪華な造りである。

### 行の建築

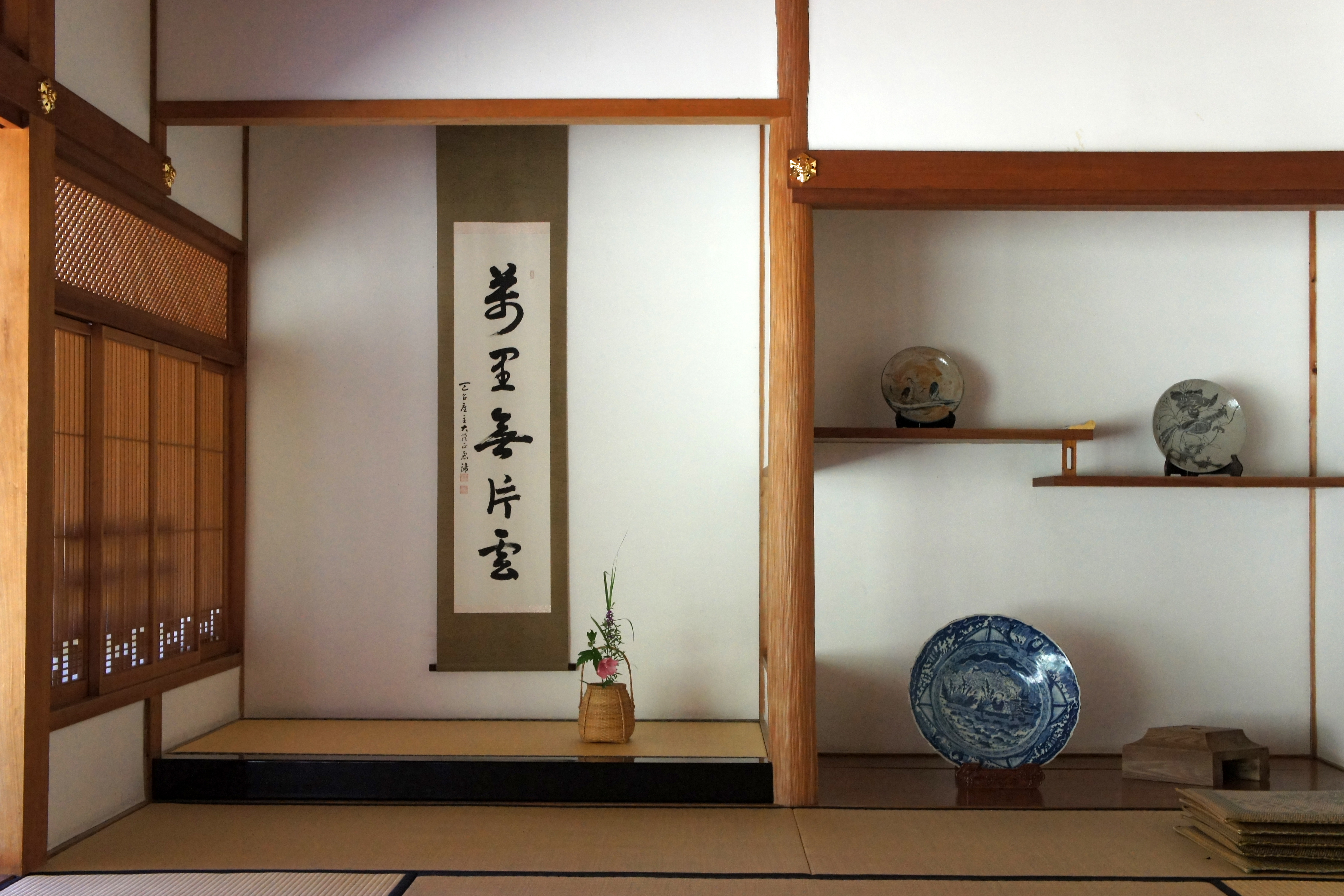
観音院 書院

建材は檜など、屋根は柿葺や本瓦葺、天井は格天井や竿縁天井など、壁は漆喰や聚楽壁、畳縁は高麗縁で、主人の日常生活や客の対面を落ち着いた雰囲気で行うためなどに使いる、格式よりも居住性を重視した、少しくだけた形式である。

### 草の建築

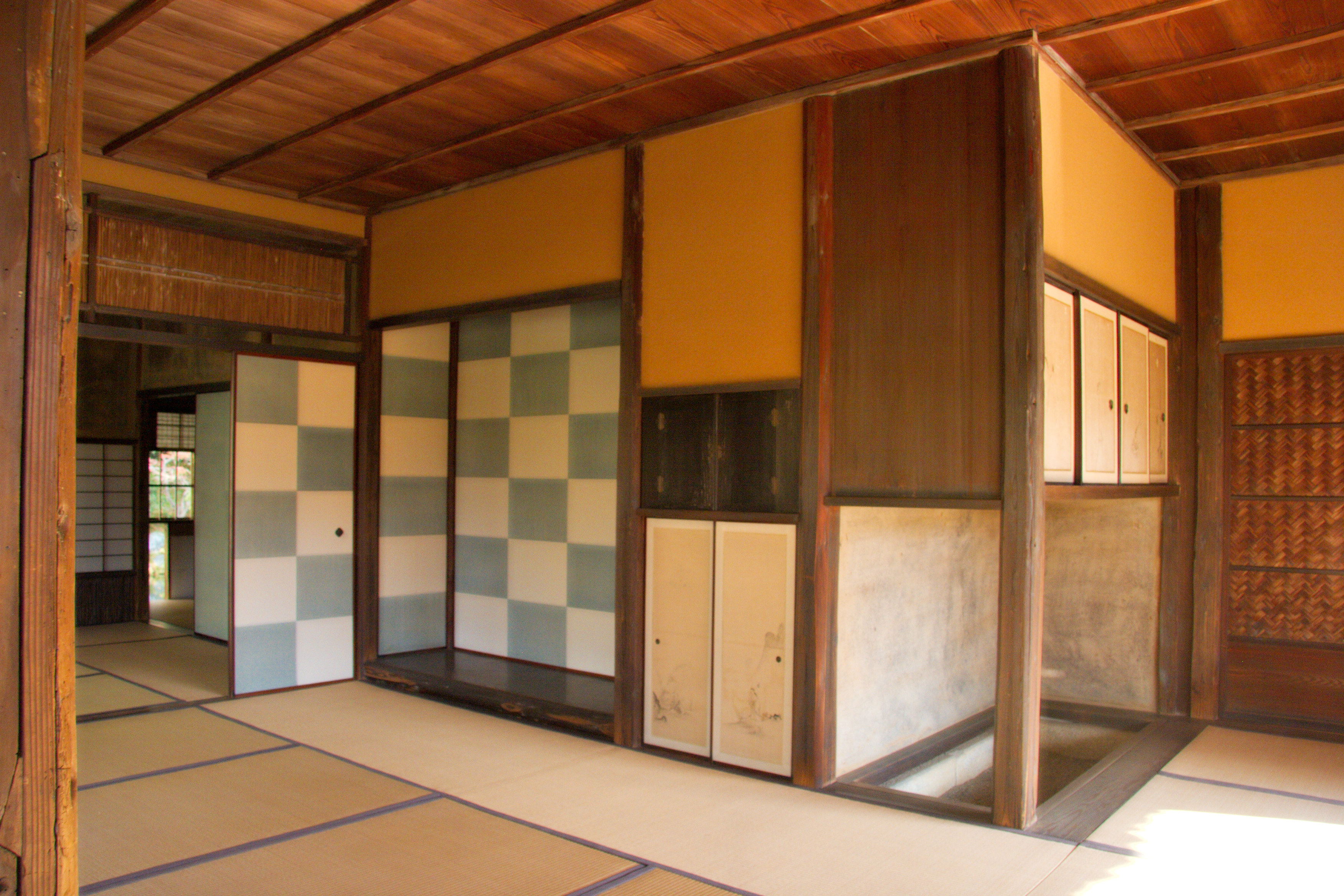
桂離宮 松琴亭

屋根は茅葺や桟瓦葺、天井は竿縁天井や網代天井、壁は聚楽壁や弁柄壁、土塀など、畳縁は無地縁などの、自由自在に適宜な建材を使う質素な様式で、数寄屋造や茶室がこれに該当する。

### 侘び寂び
中国では真が最も正統な格式で、行と草は真に次ぐものと見なされているが、日本ではこの三者は同等の価値があり、もしくは侘び寂びのように草が最も成熟したものと見なされている。

## 延段の真行草
敷石のひとつである延段（のべだん）には三種類の格式がある。
- 真の延段は、すべて角のある切石で構成されていて、直線的で堅く厳格な印象。玄関前や書院、神社仏閣など形式を重んじる箇所に使われる。
- 行の延段は、自然石と切石を混ぜて用いて、少しくだけた印象。庭や茶室への通路に、飛び石と共に使われることが多い。
- 草の延段は、自然石のみ用いて、真や行と比べて、とても柔らかい印象。曲がった延段を作る時に使われることが多く、自由度が高く独自性が強い。